# ふかや農業協同組合
ふかや農業協同組合（ふかやのうぎょうきょうどうくみあい、通称:JAふかや）は、埼玉県深谷市に本店を置く農業協同組合。

## 概要
- 2001年（平成13年）に旧・深谷市農業協同組合と幡羅、川本、本郷、寄居町の合わせて5JAが合併して「ふかや農業協同組合」として成立。
- 深谷市の一部と寄居町を主な管轄域とする。深谷市のうち旧岡部町岡・岡里・岡部・普済寺地区はJA埼玉岡部が、旧花園町地区はJA花園が所管している[1]。
- 2019年4月1日を目標として、大里地域のJA（「JAくまがや」・「JAふかや」・「JA埼玉岡部」・「JA榛沢」・「JA花園」）をひとつに統合するための協議会を設立した[2]が協議会から離脱し[3]、2019年4月1日付でJA榛沢と単独で合併した[4]。
- 全国的なブランドである「深谷ねぎ」のほか、ブロッコリー、トマト、キュウリなどの生産が盛ん。受託品販売品目取扱高の約半分を野菜が占める[5][6] が、ほかに花き（とりわけユリおよびチューリップが特産）、生乳も一定の取扱いがあり、果樹、米穀、食肉も含め幅広く農業指導及び販売事業を行っている。

## 店舗
- 本店（深谷市内ヶ島728-1）
- 深谷北支店（深谷市内ヶ島728-1）
- 明戸プラザ（深谷市蓮沼290-1）
- 深谷プラザ（深谷市仲町16-13）
- 深谷南支店（深谷市人見1921-1）
- 豊里プラザ（深谷市新戒410-3）
- 八基プラザ（深谷市血洗島187）
- 櫛挽プラザ（深谷市櫛引66）
- 幡羅プラザ（深谷市東方2118-1）
- 本郷プラザ（深谷市針ケ谷340-1）
- 用土プラザ（寄居町大字用土1793-1）
- 寄居中央支店（寄居町大字桜沢1110-1）
- 城南プラザ（寄居町大字鉢形105）
- 男衾プラザ（寄居町大字富田152-7）
- 川本プラザ（深谷市本田339-1）
- 武川プラザ（深谷市田中603-1）
- 榛沢プラザ（深谷市榛沢新田580-1）※2019年4月に合併した旧JA榛沢本店